# Pollenia pulverea
Pollenia pulverea är en tvåvingeart som beskrevs av Dear 1986. Pollenia pulverea ingår i släktet vindsflugor, och familjen spyflugor. Inga underarter finns listade i Catalogue of Life.